# Duoviri
Duoviri oder Duumviri (Singular duovir und duumvir, deutscher Plural „Duumvirn“) ist die Bezeichnung für die Inhaber verschiedener öffentlicher Ämter mit Zweierbesetzung („Duumvirat“ oder „Zwei-Männer-Amt“) im römischen Reich. Duoviri ist der ältere Begriff; insbesondere in der Kaiserzeit werden sie duumviri genannt.
In der römischen Republik wurde grundsätzlich die Kollegialität von formal gleichrangigen Beamten bevorzugt, zunächst meist die Zweizahl, aber es gab auch Kollegien von drei (tresviri), zehn (decemviri) oder fünfzehn (quindecimviri) Männern.
Hinsichtlich Funktion und Stellung zu unterscheiden sind Duumvirn der Stadt Rom einerseits und der lokalen Verwaltungen in den Munizipien oder sonstigen Gemeindeformen andererseits.

## Stadtrömische Duoviri
Hierbei handelt es sich um Kollegien von je zwei außerordentlichen Magistraten ohne imperium mit sehr verschiedener Funktion. Viele dieser Duoviri verschwanden im Verlauf der Kaiserzeit. Beispiele sind die
- Duoviri perduellionis. Das älteste der bekannten Kollegien wurde zur Verfolgung des Perduellio (Hochverrats) eingesetzt.
- Duoviri sacris faciundis. Verantwortlich für die Sibyllinischen Bücher, seit 367 v. Chr. durch Decemviri ersetzt.
- Duoviri agris dandis assignandis. Beamte für Landzuweisungen.
- Duoviri navales. Zuständig für die Ausrüstung und Führung der Flotte.
- Duoviri aedi dedicandae, faciundae, locandae. Beamte zur Weihe, Erbauung, Einrichtung eines Tempels.
- Duoviri viis purgandis. Beamte zur Reinigung der Straßen.
- Duoviri aquae perducendae. Beamte der Wasserversorgung.

## Duoviri in den Bürgerkolonien und Munizipien
Seit dem 4. Jahrhundert v. Chr. belegt sind duoviri als Spitzenamt einer colonia, eines municipium römischen Rechts und oft auch anderer civitates. Wenn nicht ein vorgesetzter Präfekt, „Staatskommissar“ oder ähnlicher Beamter an der Spitze standen, bildeten die Duumviri die Stadtregierung. Das Amt ist als Kopie des römischen Consulates zu verstehen. Als duumviri iure dicundo übten sie auch die Rechtsprechung auf unterer Ebene aus und fungierten als Beurkundungsbehörde. Sie beriefen Volksversammlungen ein, führten den Vorsitz im Stadtrat (curia) und überwachten und organisierten die Wahlen zu anderen öffentlichen Ämtern. Gegenüber dem Kaiser oder dem Statthalter vertraten sie die Stadt auch rechtlich. Unter den duumviri hatte oft jeweils der ältere den Ehrenvorrang, doch prinzipiell waren beide gleichberechtigt und konnten ihr Veto gegen die Maßnahmen des jeweils anderen einlegen. Sie wurden aus den Dekurionen für (zumeist) jeweils ein Jahr gewählt. Alle fünf Jahre wurden in vielen Städten zwei duoviri quinquennales gewählt, die die freigewordenen Plätze im Stadtrat (curia) neu vergaben (entsprechend der Tätigkeit des Censors für den römischen Senat).
Vor dem 1. Jahrhundert v. Chr. sind nur wenige Einzelheiten über das Amt überliefert, für die spätere Zeit liefert insbesondere die Epigraphik, beispielsweise mit der inschriftlich überlieferten Lex Irnitana, wichtige Informationen. Es ist bis ins 5./6. Jahrhundert in den meisten civitates des römischen Westens bezeugt.